# 薄叶红厚壳
薄叶红厚壳（学名：Calophyllum membranaceum）是金丝桃科红厚壳属的植物。分布在中国大陆的广西、广东、海南等地，生长于海拔200米至1,000米的地区，常生长在山地的疏林以及密林中，目前尚未由人工引种栽培。

## 别名
薄叶胡桐（广州植物志），小果海棠木、横经席（广西），独筋猪尾、跌打将军（广东常用中草药图谱）

## 外部連結
- 薄葉紅厚殼 Baoyehonghouke 藥用植物圖像數據庫 (香港浸會大學中醫藥學院) （中文）（英文）
- 鐵力木咕噸酮B Mesuaxanthone B （页面存档备份，存于） 中草藥化學圖像數據庫 (香港浸會大學中醫藥學院) （中文）（英文）